# Sofisté

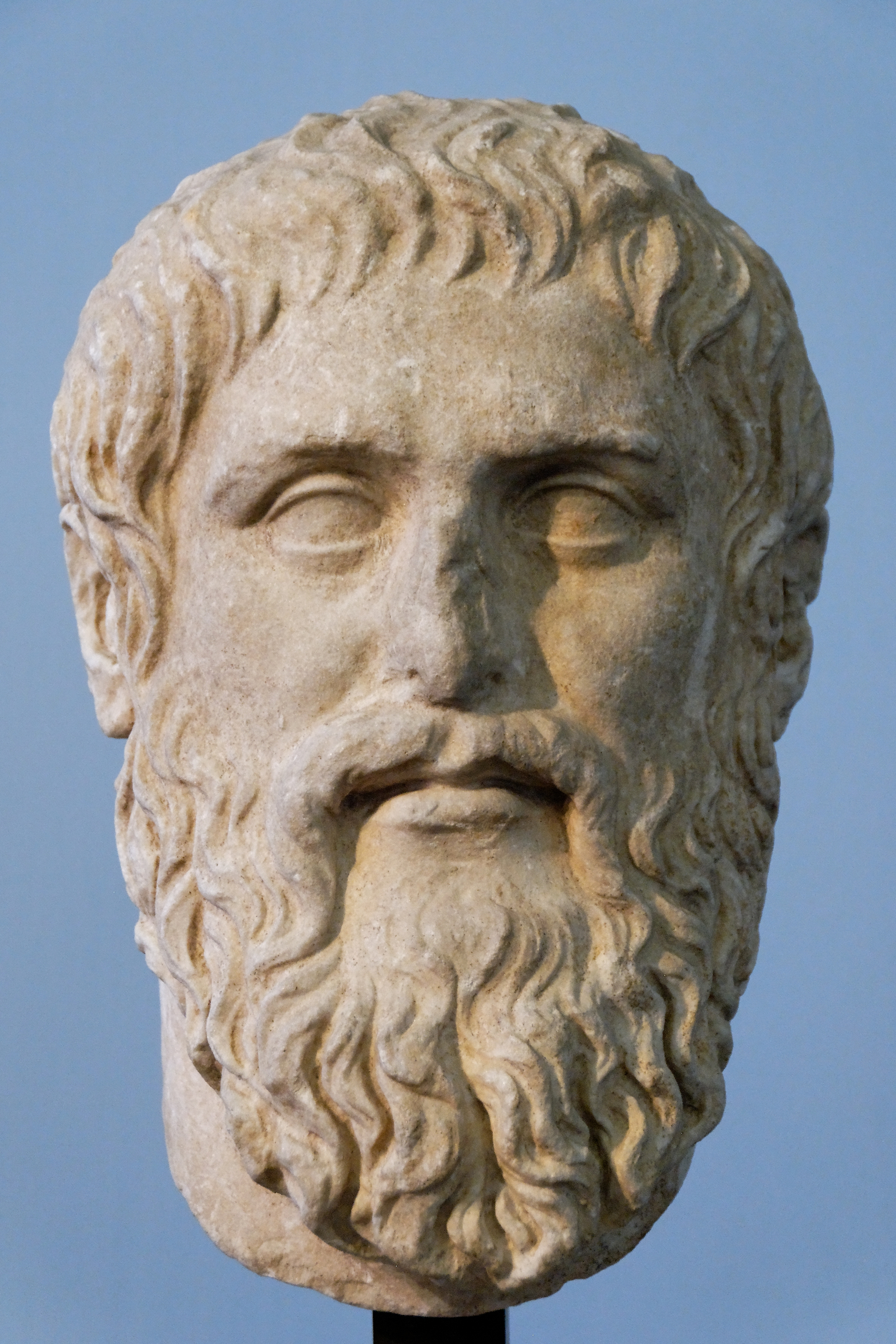
Platón. Mramorová kopie busty od Silania kolem roku 370 př. Kr. zhotovené pro athénskou Akademii.

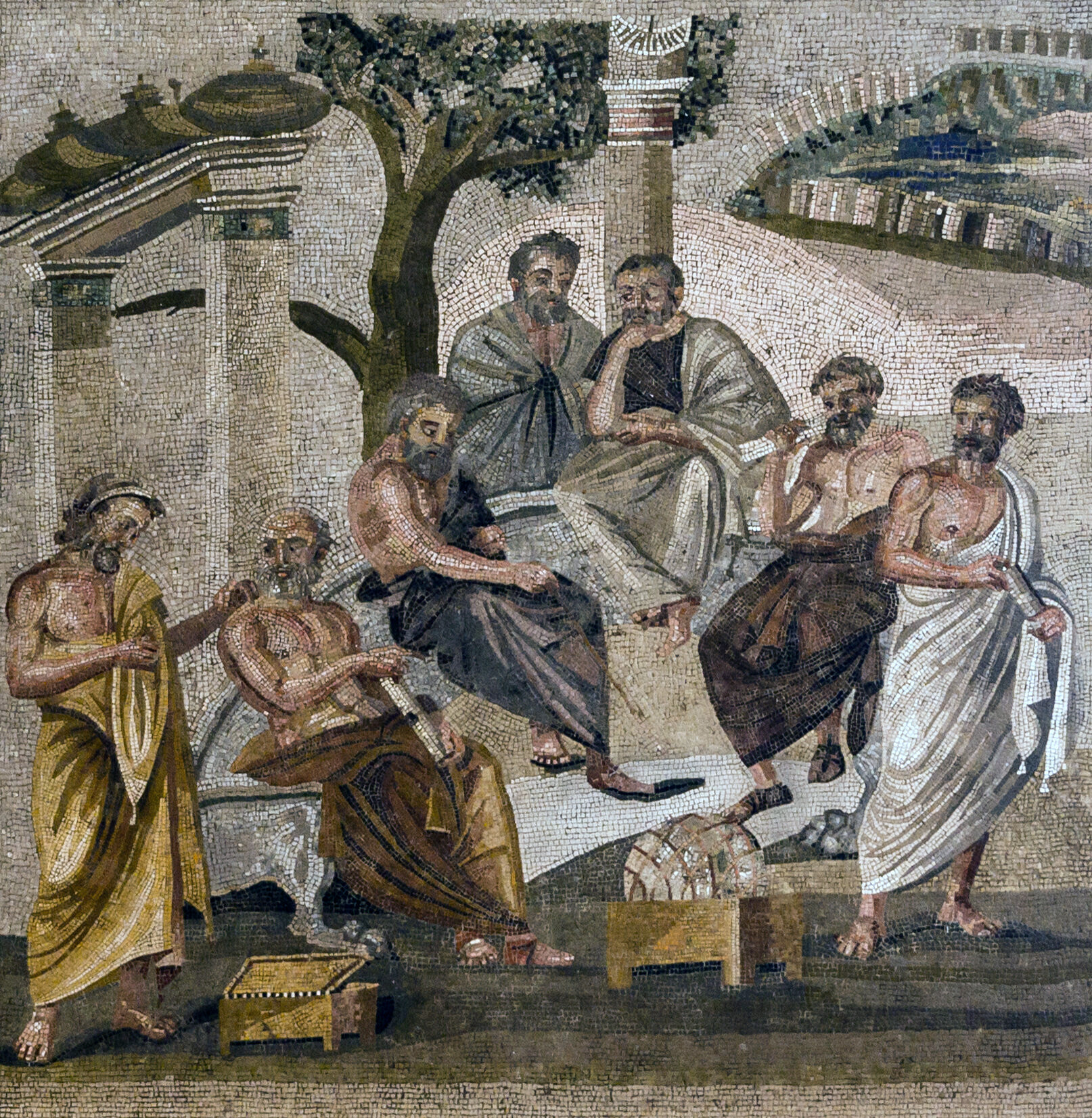
Platónova Akademie na mozaice z Pompejí

Sofisté je označení pro starořecké učitele a filosofy, kteří působili v 5. a 4. století př. n. l. Jméno pochází z řeckého sofos ("moudrý") a sofistai („učitelé moudrosti“) a charakterizuje tak jejich činnost – sofisté obcházeli města a profesionálně vyučovali nejrůznějším naukám, jako například počtářství, astronomii, geometrii, hudbě a zejména rétorice. Zabývali se psaním řečí před soudem (kde případně také sami vystupovali) a řečnictvím ve shromážděních a na veřejnosti (Platón, Faidros 261b4).
Naše vědomosti o sofistech čerpáme hlavně z Platónových dialogů, kde Sókratés vystupuje jako jejich odpůrce. Dnes je sofista hanlivé označení člověka, který provozuje sofistiku, tj. záměrně používá klamavé a logicky nekorektní úsudky a argumenty k vyvozovaní chybných závěrů, kterými zdánlivě dokazuje něco nesprávného, nepravdivého.

## Charakteristika
Sofisté netvořili jednotnou školu a navzájem si byli spíše konkurenty. Jejich výskyt v různých obcích antického Řecka v určité době naznačuje, že jejich způsob myšlení a vyučování odpovídal tehdejší společenské situaci v Řecku. Od tehdejších filosofů se odlišovali tím, že se moudrostí a výřečností zabývali pro výdělek. Platónův Gorgiás charakterizuje své umění jako "schopnost přemlouvat na soudě, v radě i ve sněmu" a i z jiných náznaků je patrné, že sofisté nabízeli řečnické služby u soudů a slibovali také svým žákům, že budou mít před soudem úspěch. Zejména v demokratických obcích to zřejmě mnozí uvítali.

### Někteří významní sofisté a jejich výroky
Sofisty lze chronologicky rozdělit na starší, mladší a tak zvanou druhou sofistiku.
Prótagorás z Abdér (asi 481-411 př. n. l.), žák Démokritův.
Podle vlastních slov do úst mu vložených Platónovým dialogem Protágoras (319a, překlad F.N.) učil toho, kdo se stane jeho žákem "rozvážnost i v soukromých věcech, aby co nejlépe spravoval své hospodářství, i ve věcech obecních, aby byl co nejschopnější činem i slovem říditi věci obce."
Člověk je mírou všech věcí; jsoucích, že jsou, a nejsoucích, že nejsou. (zl. B 1 ze Sexta)
O bozích nelze věděti ani že jsou, ani že nejsou, ani jakou mají podobu. (zl. B 4 z Diogena, Eusebia aj.)
Gorgiás z Leontín (asi 483-375 př. n. l.), žák Koraxe ze Syrakús, rétor.
Nic není, a je-li něco, je to nepoznatelné, a je-li něco poznatelné, je to nesdělitelné a nevysvětlitelné.
Thrasymachos z Chalkedónu (asi 459 př. n. l. – 400 př. n. l.), který vystupuje jako postava v Platónově Ústavě.
Já tvrdím, že spravedlivé není nic jiného než to, co je prospěšné pro silnějšího.(Platón, Ústava 338.)
Hippias z Elidy
Podle Platónova dialogu (Protágoras) vyučoval počtářství, astronomii, geometrii a hudbě, všem či některé z těchto nauk.
Neboť ti jiní týrají mladé lidi; kteří utekli od odborných nauk, ty proti jejich vůli vodí zase nazpět a vrhají je do odborných nauk, učíce je počtářství a astronomii a geometrii a hudbě — při tom pohlédl na Hippiu —... (Platón, Protágoras 318e)
Mezi další sofisty patří např. Prodikos z Keu, Lykofrón, Kalliklés, Antifón či Kratylos.
Druhá sofistika je oživení sofistické argumentace v Římě ve 2. století:
Dión z Prúsy, Herodes Atticus a další.

## Sofisté, Sókratés a Platón
Hlavním zdrojem našich vědomostí o sofistech jsou Sókratovy polemiky s nimi, jak jsou zapsány v Platónových dialozích Gorgias, Protagoras, Hippias Větší, Hippias Menší a Sofistés.
V Platónově dialogu Protágoras (313c,d) upozorňuje Sókratés Hippokrata (osoba odlišná od Hippokrata z Kósu), na užívání řečnictví – úlisného lahodění, jak ošklivý druh řečnictví označuje v dialogu Gorgias -, při získávání svých žáků sofisty:
Sókr. Není-li pak, Hippokrate, sofista jakýsi obchodník nebo kupec se zbožím, kterým se živí duše? Mně aspoň se zdá, že to je někdo takový.
Druh. A čím se živí duše, Sókrate?
Sókr. Zajisté naukami, děl jsem já. A jen ať nás, příteli, sofista neoklame vychvalováním toho, co prodává, jako to dělají prodavači tělesných potravin, obchodník a kupec.
V dialogu Sofistés Platón vypočítává na více místech, kdo je to vlastně sofista, jelikož stejný název sofista označoval různé dovednosti (Sofistés 232a); například jeden ze závěrů:
Theaitétos: Říci o něm, že je moudrý, je asi nemožné, když jsme ho prohlásili za neznalého; ale protože je napodobitelem moudrého, dostane patrně jakési pojmenování podle něho a je mi už skoro jasné, že o tom muži je třeba říci, že to je doopravdy ten docela skutečný sofista.
Host z Eleje: Je tu tedy napodobovací činnost, projevující se v umění zaplétati do rozporů, které náleží k záludné části umění pracujícího se zdáním, rodu přeludového, kejklířství v řečech, ne božská, nýbrž lidská část tvoření, oddělená od umění obrazotvorného. Kdo řekne, že skutečný sofista pochází z takového původu a krve, vysloví, jak se podobá, čistou pravdu.
(překlad Františka Novotného 268 b,c,d)
Je ovšem třeba říct, že například k Prodikovi z Kéu nebývá Platón příliš kritický, avšak i Gorgiu v dialogu Gorgias líčí jako mírného člověka, schopného naslouchat; snad proto, že některým sofistům přisuzoval určitou míru vědění.
Athénská žaloba vytýká Sókratovi, "že zkoumá věci pod zemí i nebeské, že slabší důvody činí silnějšími a že tomu učí i jiné", podobně jako učení sofistů. Aristofanova satirická komedie Oblaka líčí Sókratovu školu jako místo, kde se mladí muži učí přehádat podivnými argumenty své rodiče, a zároveň líčí, jak učitel i žáci zoufale shánějí něco k snědku.
W. K. C. Guthrie, který napsal "Historii řecké filosofie", proto řadí i Sókrata mezi sofisty a ostře polemický tón přisuzuje Platónovi.

## Sofistika
Z výše zmíněného a možná ne nestranného Platónova vylíčení mohl i nemusel vzniknout pozdější hanlivý význam slova sofista a sofistika, totiž na první pohled přesvědčivý způsob argumentace, založený však často na dvojznačnostech a jiných tricích – viz Eristika -, které posluchač v první chvíli neprohlédne. Jako příklad sofistiky v tomto smyslu se tradičně uvádí následující argumentace (druhem argumentace je zde sylogismus): "Myš je slabika. - Myš hryže. - Takže slabika hryže." (Nesmysl vzniká tím, že "myš" poprvé znamená slovo "myš", podruhé hlodavce.)

## Zhodnocení
Historické hodnocení sofistů tedy musí být opatrné. Byli to patrně první profesionální učitelé, kteří své služby nabízeli každému, kdo je ochoten zaplatit. Někteří moderní badatelé jim proto přisuzují zásluhu o jistou "demokratizaci" vzdělanosti, jež byla dříve privilegiem aristokracie.
Z dochovaných výroků (viz výše) se zdá, že sofisté skutečně byli myslitelé skeptičtí, že dovedli nečekaně zpochybňovat zdánlivé samozřejmosti – například možnosti lidského poznání – a možná i zavedené zvyky, obyčeje a náboženství své obce. Kallikleovu obhajobu síly a moci proti právu a spravedlnosti, což jsou podle něho jen nepřirozené nástroje, jak si otroci a slabí podrobují ty nejlepší a nejsilnější, později rozvinul Nietzsche. Možná naznačuje, že sofisté byli ochotni relativizovat morálku a jako řečníci obhajovat u soudu i věci těžko obhajitelné. Jen tak si lze totiž vysvětlit, že byli patrně pronásledováni a vyháněni z měst, protože se občané cítili jejich učením ohroženi. Něco podobného ovšem platilo i o Sókratovi.
Můžeme snad předpokládat, že mezi sofisty byli jak vážní myslitelé, tak také lidé bez skrupulí, ochotní hájit kohokoli a cokoli. Většinou asi působili jako profesionální učitelé, advokáti a popularizátoři. Sofisté však v každém případě měli velký podíl na vývoji rétoriky a patří mezi zakladatele kritiky poznání. Pozdější filosofická tradice, silně ovlivněná dílem Platónovým, je možná hodnotila jednostranně, tím větší efekt pak způsobilo, když například Nietzsche začal jejich stanoviska hájit.

### Význam
Sofisté relativizovali vládnoucí názory a hodnoty své doby a lze jim přiznat zásluhu o velký obrat filosofie, k němuž došlo v jejich době a patrně i s jejich přičiněním:
- přenesení pozornosti od přírody k člověku;
- předmětem se stalo myšlení samo, kritické zkoumání podmínek a hranic myšlení;
- kritické zkoumání morálky a její začlenění do filosofie jako etiky;
- rozvoj stylistiky a rétoriky.